# Bajkongyr
Bajkongyr (kaz. Байқоңыр) – stacja metra w Ałmaty w Kazachstanie. 
Jest to jedna z siedmiu stacji na czerwonej linii. Otwarcie stacji nastąpiło 1 grudnia 2011.
Nazwy stacji, także stacji Bajkongyr, nie mają żadnego odniesienia do punktu miasta, w którym się znajdują. Duży nacisk położono na ich wykończenie, każdy przystanek zbudowano w innym stylu, powiązanym z nazwą. Do wykończenia stacji użyto głównie ceramiki, żyrandoli i marmurów, ale wyjątkiem jest stacja Bajkongyr, którą nazwano od kazachskiego kosmodromu. Stację tę wykończono białą i niebieską blachą, a na ścianach umieszczono ekrany wyświetlające obrazy z lotów kosmicznych z Bajkonuru.